# Bicryptella crassicornis
Bicryptella crassicornis là một loài tò vò trong họ Ichneumonidae.